# Hafiz Hafeezur Rehman
Hafeez ur Rehman (Gilgit, 23 settembre 1971) è un politico pakistano.

## Biografia
È il capo del partito politico Lega Musulmana del Pakistan (N) per la regione di Gilgit-Baltistan, ed è stato il stato Chief Minister  sin dal 2015 fino al giugno 2020; la regione di Gilgit-Baltistan è un ente autonomo, dove le elezioni non sono svolte contemporaneamente con quelle del Pakistan.